# GALA乐队
GALA是创建于2004年1月2日的中国男子乐队。2004年3月发行专辑《Young for you》，在2011年底举办的中国摇滚迷笛奖上斩获“年度单曲”奖项。2012年第12届音乐风云榜颁奖典礼，GALA乐队凭借专辑《追梦痴子心》获得5项提名，并最终斩获“年度最佳摇滚乐队” “年度最佳摇滚专辑” “年度最佳摇滚单曲”三项大奖 ，同年获得华语金曲奖盛典“年度最佳新乐队”的奖项，歌曲「追梦赤子心」也在2013年被湖南卫视选秀节目《快乐男声》改编为主题曲。
2017年1月，GALA乐队签约索尼，并发布全新单曲《新生》。

## 乐队成员
2014年至今：苏朵（主唱）、赵亮（吉他）、石亮（贝斯）、苏依拉（键盘）、于政（鼓手）

## 演唱会
- 《2的奉献——2023爱爱爱新年音乐会》，青岛三江自闭症公办特殊学校，2023年2月
- 《2的奉献——2022爱爱爱新年音乐会》，Stage舞台线上演唱会，录制于中华人民共和国内蒙古自治区乌海市，2022年2月
- 《2的奉献——2018爱爱爱新年音乐会》，北京玉华残障人士康养服务中心，2018年2月

## 专辑
- 《北戴河之歌（电影《深海》插曲）》，录音室专辑，2023年1月31日，
- 《努力！进取！奋发！向上！》，专辑，2022年9月1日
- 《肆无惧躁 X GALA》，录音室专辑，2022年7月5日
- 《小鸟》，单曲，2022年6月28日
- 《大同之子》，单曲，2022年5月31日
- 《梦想草原》，单曲，2022年3月25日
- 《帕若黛丝》，单曲，2022年2月22日
- 《生命万岁》，单曲，2022年1月6日
- 《天空是灰色你是蓝色》，专辑，2019年7月30日
- 《2的奉献——GALA爱爱爱新年演唱会 Vol.1》，专辑，2018年9月28日
- 《走自己的路》，单曲，2017年11月28日
- 《你》，单曲，2017年11月20日
- 《Hello Kitty》，单曲，2017年9月28日
- 《李逵》，单曲，2017年9月28日
- 《哈利路亚》，单曲，2017年9月28日
- 《新生》，单曲，2017年3月22日
- 《你就是梦想（与吴莫愁合唱）》，单曲，2015年5月21日
- 《点豆豆（儿童版）》，单曲，2014年11月6日
- 《被遗忘的名字》，单曲，2014年10月
- 《征服太平洋》， 单曲，2014年10月27日
- 《点豆豆（正经版）》，单曲，2014年10月23日
- 《我绝对不能失去你》，单曲，2014年10月16日
- 《海盗》，单曲，2014年10月12日
- 《把仇恨化成爱一生不休（网络游戏《斩仙》斩仙同名主题曲）》，单曲，2014年3月25日
- 《雪白透亮》（电影《杨梅洲》主题曲），单曲，2012年10月20日
- 《知音难觅》，单曲，2012年12月5日
- 《追梦痴子心》，专辑，2011年3月24日
- 《出道四年》，单曲，2011年1月2日
- 《飞行员之歌》，单曲，2010年12月3日
- 《水手公园》，单曲，2010年7月22日
- 《GALA Young For You 2004-2008》，EP，2008年6月
- 《Young For You》，录音室专辑，2004年3月1日

## 获奖情况
- 第三届中国摇滚迷笛奖，《追梦赤子心》获得最佳年度摇滚歌曲[1]
- 2012年豆瓣阿比鹿音乐奖年度流行音乐人[2]
- 2012年豆瓣阿比鹿音乐奖年度单曲《追梦赤子心》[2]
- 2012年华语金曲奖年度最佳新乐队/组合[3]
- 第十二届音乐风云榜年度盛典最佳摇滚乐队[4]
- 第十二届音乐风云榜年度盛典最佳摇滚专辑[5]
- 第十二届音乐风云榜年度盛典最佳摇滚单曲[5]

## 轶事
- 在GALA举办第一次《2的奉献》演唱会之后，作品风格明显更着重于对社会边缘人群的描写。